# ملیسا گورمن
ملیسا گورمن (به انگلیسی: Melissa Gorman) (زادهٔ ۱۱ دسامبر ۱۹۸۵) شناگر اهل استرالیا است.